# Pujiang, Shanghai
Pujiang (kinesiska: 浦江) är en köping i Kina. Den ligger i Minhang i storstadsområdet Shanghai, i den östra delen av landet, omkring 16 kilometer söder om den centrala stadskärnan. Antalet invånare är 292 750. Befolkningen består av 140 311 kvinnor och 152 439 män. Barn under 15 år utgör 8,0 %, vuxna 15-64 år 84 %, och äldre över 65 år 6,0 %.